# Machimus annulipes
Machimus annulipes är en tvåvingeart som först beskrevs av Gaspard Auguste Brullé 1833.  Machimus annulipes ingår i släktet Machimus och familjen rovflugor. Inga underarter finns listade i Catalogue of Life.